# Took a Hit
"Took a Hit" is een nummer van de Nederlandse band Racoon. Het nummer verscheen op hun album Liverpool Rain uit 2011. Op 29 juli van dat jaar werd het uitgebracht als de tweede single van het album.

## Achtergrond
"Took a Hit" is geschreven door alle bandleden en geproduceerd door Wouter Van Belle. Van Belle speelde ook de piano. Het nummer staat bekend om het vele gebruik van saxofoons, die worden gespeeld door Henri Ylen, voormalig lid van Soulsister. De tomtom wordt bespeeld door Marc Bonne, voorheen van De Kreuners.
"Took a Hit" werd een hit in Nederland, waar het tot plaats 26 kwam in de Top 40 en tot plaats 57 in de Single Top 100. In Vlaanderen werd de Ultratop 50 weliswaar niet gehaald, maar kwam de single wel tot de veertiende plaats in de "Bubbling Under"-lijst.

## Hitnoteringen

### Nederlandse Top 40
| Hitnotering: 24-09-2011 t/m 10-12-2011 | Hitnotering: 24-09-2011 t/m 10-12-2011 | Hitnotering: 24-09-2011 t/m 10-12-2011 | Hitnotering: 24-09-2011 t/m 10-12-2011 | Hitnotering: 24-09-2011 t/m 10-12-2011 | Hitnotering: 24-09-2011 t/m 10-12-2011 | Hitnotering: 24-09-2011 t/m 10-12-2011 | Hitnotering: 24-09-2011 t/m 10-12-2011 | Hitnotering: 24-09-2011 t/m 10-12-2011 | Hitnotering: 24-09-2011 t/m 10-12-2011 | Hitnotering: 24-09-2011 t/m 10-12-2011 | Hitnotering: 24-09-2011 t/m 10-12-2011 | Hitnotering: 24-09-2011 t/m 10-12-2011 | Hitnotering: 24-09-2011 t/m 10-12-2011 |
| Week                                   | 1                                      | 2                                      | 3                                      | 4                                      | 5                                      | 6                                      | 7                                      | 8                                      | 9                                      | 10                                     | 11                                     | 12                                     |                                        |
| -------------------------------------- | -------------------------------------- | -------------------------------------- | -------------------------------------- | -------------------------------------- | -------------------------------------- | -------------------------------------- | -------------------------------------- | -------------------------------------- | -------------------------------------- | -------------------------------------- | -------------------------------------- | -------------------------------------- | -------------------------------------- |
| Positie                                | 36                                     | 31                                     | 30                                     | 26                                     | 36                                     | 36                                     | 37                                     | 37                                     | 38                                     | 35                                     | 31                                     | 38                                     | uit                                    |

### Single Top 100
| Hitnotering: 27-08-2011 t/m 03-12-2011 | Hitnotering: 27-08-2011 t/m 03-12-2011 | Hitnotering: 27-08-2011 t/m 03-12-2011 | Hitnotering: 27-08-2011 t/m 03-12-2011 | Hitnotering: 27-08-2011 t/m 03-12-2011 | Hitnotering: 27-08-2011 t/m 03-12-2011 | Hitnotering: 27-08-2011 t/m 03-12-2011 | Hitnotering: 27-08-2011 t/m 03-12-2011 | Hitnotering: 27-08-2011 t/m 03-12-2011 | Hitnotering: 27-08-2011 t/m 03-12-2011 | Hitnotering: 27-08-2011 t/m 03-12-2011 | Hitnotering: 27-08-2011 t/m 03-12-2011 | Hitnotering: 27-08-2011 t/m 03-12-2011 | Hitnotering: 27-08-2011 t/m 03-12-2011 | Hitnotering: 27-08-2011 t/m 03-12-2011 | Hitnotering: 27-08-2011 t/m 03-12-2011 | Hitnotering: 27-08-2011 t/m 03-12-2011 |
| Week                                   | 1                                      | 2                                      | 3                                      | 4                                      | 5                                      | 6                                      | 7                                      | 8                                      | 9                                      | 10                                     | 11                                     | 12                                     | 13                                     | 14                                     | 15                                     |                                        |
| -------------------------------------- | -------------------------------------- | -------------------------------------- | -------------------------------------- | -------------------------------------- | -------------------------------------- | -------------------------------------- | -------------------------------------- | -------------------------------------- | -------------------------------------- | -------------------------------------- | -------------------------------------- | -------------------------------------- | -------------------------------------- | -------------------------------------- | -------------------------------------- | -------------------------------------- |
| Positie                                | 81                                     | 86                                     | 87                                     | 92                                     | 73                                     | 74                                     | 64                                     | 62                                     | 74                                     | 72                                     | 57                                     | 65                                     | 68                                     | 66                                     | 81                                     | uit                                    |

### NPO Radio 2 Top 2000
| Nummer met noteringen in de NPO Radio 2 Top 2000 | '11 | '12  | '13  | '14  |
| ------------------------------------------------ | --- | ---- | ---- | ---- |
| Took a Hit                                       | 909 | 1016 | 1177 | 1561 |

1. ↑  Een vetgedrukt getal geeft de hoogste notering aan.
2. ↑  2011 was het eerste jaar met een notering voor dit nummer.
3. ↑  Deze tabel is bijgewerkt tot en met de laatste editie (2024).